# Markion
Markion eller Marcion (ca. 85 – 160) var en teolog og filosof fra Sinope ved Sortehavet. Han fik stor betydning for den tidlige kristendom ved at afvise guddommen beskrevet i de jødiske skrifter og den hebraiske Bibel, og i stedet udnævne Jesu far som den sande Gud. Frelsen bestod for Markion i at frelses både fra djævel og fra skaberguden. Han forkastede derfor Det gamle testamente, og forlangte streng askese.
Kirkefædrene fordømte Markion, som blev bandlyst. Han dannede så en modkirke til storkirken eller urkirken, og sammenstillede dertil sit eget udvalg af skrifter, der blev en katalysator i processen med at udvikle en bibelsk kanon for Det nye testamente. Han forkastede gamle jødiske skrifter og alle andre evangelier end Lukasevangeliet, som han mente, fremholdt det sande kristne gudsbillede, som ikke var præget af Det gamle testamentes strenge forståelse af Gud. Han fremskyndede derved dannelsen af det, vi kender som Det gamle og Det nye Testamente. I 100-tallet mente man stadig, at Skriften var den jødiske helligskrift i Septuagintas skikkelse, hvorimod man ikke havde nogen afgrænsning af den samlede nytestamentlige overlevering.

## Liv
Markion blev ifølge kirkelige legender udstødt fra den lokale menighed, hvor hans far angiveligt var biskop, fordi han havde forført en jomfru. Det kan dreje sig om en allegori, med jomfruen som symbol på kristenheden. Omkring år 135 rejste han til Rom, hvor han skænkede en formue - 200.000 sestertser - til den stedlige menighed fra sin virksomhed som skibsreder.
Irenæus oplyser, at Markion havde kontakt med en syrisk gnostiker ved navn Kerdon eller Cerdo. Efter sin udstødelse af den romerske menighed dannede han en modkirke, som fik betydelig udbredelse.

## Teologi
Elementer i en gnostisk grundmyte:
- Den højeste og sande gud og menneskenes verden har ikke intet med hinanden at gøre.
- Demiurgen ("håndværkeren", "verdensbyggeren") har skabt den materielle verden.
- Den faldne menneskelige "ånd" er fanget i legemets "fængsel".
- Den højeste og sande gud sætter et frelsesprojekt i gang, der skal befri menneskets åndelige element og føre det tilbage til den himmelske verden, hvorfra det var faldet ved skabelsen.
- Dette frelsesprojekt sættes ofte i værk af et sendebud, en budbringer, der overbringer den nødvendige viden, gnosis, til det eksilerede menneske.
- Denne frelsende gnosis kan bringe det befriede menneske tilbage til den himmelske lysverden, til hvile hos Faderen.

Egentlig og ægte gnosticisme bestemmer Bilde som et verdenssyn, der separerer den højeste gud og menneskets verden. Verden anskues som en ond verden, der er skabt af en gudsfjendtlig magt. Mennesket forstås som et ulykkeligt væsen i "eksil" i verden og i "fængsel" i legemet. Frelsen bliver så menneskets redning ud af legemets "fængsel" og ud af den materielle verdens "eksil" tilbage til den himmelske lysverden og "fylde" eller "hvile" hos Faderen.
Markion renser Paulus og Lukas for jødiske referencer
Markions teologi kendes gennem hans modstandere, især Tertullian, som skrev et skrift i fem bøger mod Markion: Adversus Marcionem. Man mener ud fra modstandernes omtale at kunne rekonstruere et skrift af Markion, Antithesis, hvori han behandler modsætningen mellem lov og evangelium; en modsætning han brugte til at udrense gammelt jødisk materiale i de skrifter, samtiden og han havde til rådighed. Med den udrensning endte Markion med en ny skriftsamling, Apostolokon, der bestod af ti breve af Paulus, samt et renset Lukasevangelium, euangelion.
Udeladt af Paulus var 'Pastoralbrevene': Første og Andet Brev til Timotheos og Brevet til Titus.
Denne skarpe skelnen mellem lov og evangelium mente Markion at kunne læse hos Paulus, men her midt i 100-tallet, hvor Markion virker, følger de kristne ikke længere de jødiske ritual- eller ceremoniallove, men skelner mellem disse og moralloven som stadig gælder for kristne. Markions opfattelse, at loven ikke skulle gælde for kristne, kaldes for antinomisme eller antinomianisme.
Ikke-gnostisk er Markions opfattelse af frelsen, der ikke opnås gennem indsigt, gnosis, altså ingen hemmelig læretradition, men gennem Kristus som den gode Gud sender for at udfri menneskene. Kristus er dog kun tilsyneladende et menneske, heraf Markions doketiske afvigelse: Kristus er ikke både sand Gud og sand menneske. Opfattelsen afvistes på Kalkedonmødet i Lilleasien i 451 ved fastlæggelsen af tonaturlæren: læren om Jesu to naturer, det vil sige sand Gud og sand menneske.
Paulus og Johannes
Ifølge Bilde kan gnostikerne blot have taget konsekvensen af passager hos Paulus og i Johannesevangeliet hvor "der lægges op til" en afgørende adskillelse mellem Gud Fader og skaberguden Jahve, en adskillelse som er alfa og omega i gnosticismen.
For Johannes vedkommende i Joh 8,39-47, hvor Jesus siger til jøderne at de har Djævelen til far. Og for Paulus' vedkommende i Andet Korintherbrev: 2 Kor 4,4 hvor "denne verdens gud" skulle være Satan og ikke Gud Fader.
Niels Hyldahl mener derimod, at det står skrevet på hver side i Paulus' breve at Det Gamle Testamentes Gud var Jesu Kristi Fader og de kristnes Gud, og at det kun gennem postulatet om jødiske rettelser kunne lykkes for Markion at overbevise sig selv og sine tilhængere om at hans egen lære var identisk med Paulus'.
Ifølge Hyldahl er det af betydning at Markion ikke var jøde som Paulus var; han ser nemlig en sammenhæng mellem jødernes nederlag i Bar Kokhba-opstanden i Rom 132-135 og fremvæksten af gnosticismen i tiden herefter, da "jødeguden" – Det Gamle Testamentes Gud – blev fremstillet som en ond og tåbelig guddom, fra hvem alle tænksomme mennesker måtte tage afstand. Herved tog gnosticismen del i tidens almindelig antisemitisme og bragte sig således "i sikkerhed". På den baggrund tjener det den romerske menighed til ære at den straks tog afstand fra gnosticismen og fra Markion og hans lære og dermed viste at de kristnes Gud var én og den samme Gud, og at Det Gamle Testamente også var de kristnes bibel. Markions og gnostisk teologi er en teologi der sætter det jødiske folk udenfor.
Leif Grane mener at "gnostisk" til enhver tid vil være en kristendomsforståelse der søger at løsrive kristendommen fra historien, fra traditionen og gøre den til en almen filosofi.

## Betydning
Markion fik betydning for udviklingen af teologien inden for storkirken ved at fremlægge sin egen opfattelse af hvilke skrifter der skulle være udgangspunkt for en forkyndelsen i kirken. Han fremprovokerede eller fremskyndede kanondannelsen.
Endvidere tilskyndede hans opfattelse med to guder til udarbejdelse af opfattelsen af 'skabelsen ud af intet', creatio ex nihilo, hvorved det betones at materien hører med til Guds gode skabelse og ikke er et gudsfjendtligt fængsel for sjælen.
Den markionittiske kirkes skæbne
Foragten for det materielle som den gamle jødiske skabergud var ansvarlig for, ledte til påbuddet om asketisk livsførelse for tilhængerne; da det også indebar cølibat, havde den markionittiske kirke, som ellers efter Markions udstødelse af menigheden i Rom havde vundet stor udbredelse, vanskeligt ved at opretholde sig selv og svandt da også ind i de følgende århundreder, sidst i de østlige dele af riget; mange menigheder gik over i de senere manikæere.
I sammensværgelsesteorier ses ofte følgende rækkefølge:
gnostikere – manikæere – paulikianere – bogomiler – katharer – valdensere – protestanter.